# Dramma storico
Il dramma storico è un genere di opera teatrale o di sceneggiatura cinematografica in cui i personaggi principali sono realmente esistiti e noti al pubblico a cui il dramma è rivolto.
Questo tipo di dramma ripercorre eventi realmente accaduti nella storia antica o recente, reinventandone in modo più o meno fedele le motivazioni, i dialoghi, le implicazioni psicologiche e ricostruendo fino nei minimi dettagli i fatti e le situazioni in cui i personaggi si sono trovati.
Un dramma storico non rispetta necessariamente gli esatti avvenimenti storici. Nel Riccardo III di William Shakespeare, ad esempio, la celebre richiesta di un cavallo in cambio del suo regno non ha la funzione di citare una frase realmente pronunciata, ma di sintetizzare brevemente (in nove parole) la consapevolezza del sovrano di aver perso la battaglia e di rischiare la vita, e trasmettere questo evento al pubblico con un sicuro effetto drammatico.

## Drammi storici nel cinema e televsione
Esempi di drammi storici nel cinema e nella televisione, incentrati entrambi su fatti e personaggi trattati dalla storiografia:

### Storia antica
- Spartacus (1960, Stanley Kubrick)
- Alexander (2004, Oliver Stone)

### Storia medievale
- Robin Hood (1922, Allan Dwan)
- Braveheart (1995, Mel Gibson)
- Vinland Saga (2005-2025, Makoto Yukimura)
- I Medici (2016-2019, Frank Spotnitz, Nicholas Meyer)
- Il re (2019, David Michôd)

### Storia contemporanea
- Nascita di una nazione (1915, David Wark Griffith)
- Tutti gli uomini del Presidente (1976, Alan J. Pakula)
- Schindler's List - La lista di Schindler (1993, Steven Spielberg)
- Apollo 13 (1995, Ron Howard)
- Titanic (1997, James Cameron)
- Lincoln (2012, Steven Spielberg)
- Les Misérables (2012, Tom Hooper)
- La battaglia di Hacksaw Ridge (2016, Mel Gibson)
- Chernobyl (2019)
- Oppenheimer (2023, Christopher Nolan)

## Drammi storici italiani

### Sardegna
In Sardegna sono stati scritti e rappresentati in teatro alcuni drammi storici, incentrati su personaggi quali Ampsicora e la battaglia contro i Romani, la Giudicessa medievale Eleonora d'Arborea e il venerato Sant'Efisio d'Elia, capitano e martire sotto l'Impero di Diocleziano. Tutte le opere della trilogia sarda sono completate da brani musicali originali, per solisti e coro, con tendenza tra il musical e l'opera lirica.

## Articoli connessi
- Drammi storici shakespeariani